# تاتیانا لزوایا
تاتیانا لزوایا (روسی: Татьяна Дмитриевна Лесовая؛ زادهٔ ۱ ژانویهٔ ۱۹۵۶) ورزشکار دو و میدانی اهل قزاقستان است.